# Anika Höß
Anika Höß (* 11. Dezember 1990 in Dillingen an der Donau) ist eine deutsche Fußballspielerin und -trainerin.

## Karriere

### Vereine
Anika Höß begann beim SG Lutzingen mit dem Fußballspielen und setzte es 2004 beim SC Athletik Nördlingen fort, für den sie zwei Spielzeiten bestritt. Im Jahr 2006 wechselte sie zum TSV Schwaben Augsburg und nach einer Saison für diesen zum Erstligisten TSV Crailsheim, für den sie am 7. Oktober 2007 (3. Spieltag) bei der 0:2-Niederlage im Heimspiel gegen den FCR 2001 Duisburg ihr erstes Bundesligaspiel bestritt. Ihr erstes Bundesligator erzielte sie am 2. Dezember 2007 (8. Spieltag) – neun Tage vor ihrem 17. Geburtstag – beim 4:2-Sieg im Heimspiel gegen die SG Wattenscheid 09 mit dem Treffer zum 1:1 in der 26. Minute.
2010 wechselte sie zu den Frauen des Hamburger SV. Dort wurde sie jedoch in der ersten Mannschaft nur in einem Spiel des DFB-Pokal eingesetzt und war ansonsten Teil der zweiten Mannschaft, die in der 2. Bundesliga Nord vertreten war. Im Sommer 2011 zog Höß weiter zum Zweitligaaufsteiger ETSV Würzburg und wurde dort auf Anhieb Stammspielerin. Nach der Saison 2011/12, in der sie für Würzburg 21 Ligaeinsätze bestritten und fünf Treffer erzielt hatte, wechselte sie im Alter von 21 Jahren als Spielertrainerin zum Landesligisten TSV Frickenhausen.

### Nationalmannschaft
Nachdem sie im Jahr 2005 für die U15- und im Jahr 2006 für die U17-Nationalmannschaft zu Einsätzen gekommen war, debütierte sie am 2. Juni 2010 für die U20-Nationalmannschaft, die ein Testspiel gegen die Auswahl Südkoreas mit 3:0 gewann; dabei wurde sie in der 70. Minute für Sylvia Arnold eingewechselt.

## Erfolge
- 2011: 2. Bundesliga Staffel Nord Meister mit HSV
- 2008: Deutscher Meister U20 Württembergauswahl
- 2006: Deutscher Meister U18 Bayernauswahl
- 2007: Aufstieg in die Regionalliga mit dem TSV Schwaben Augsburg